# Fort Hamilton Parkway (línea West End)
La Fort Hamilton Parkway es una estación en la línea West End del Metro de Nueva York de la división A del Interborough Rapid Transit Company. La estación se encuentra localizada en Borough Park en Brooklyn entre Fort Hamilton Parkway y la Avenida New Utrecht. La estación es servida en varios horarios por los trenes del Servicio  y .